# Đường (hóa học)
Đường hóa học là cụm từ dùng để chỉ các chất hợp chất hữu cơ có khả năng tạo ngọt tạo ngọt, là hóa chất tổng hợp như đường mía (đường cát, sucrose), glucose (và có thể hơn thế nữa). Đặc biệt, đường hóa học không cung cấp hoặc cung cấp nhiều hay ít năng lượng tùy vào từng loại. Hiện đang có 2 nhóm đường hoá học (đường tự nhiên và đường nhân tạo).
Những đường hóa học đang được phép sử dụng như saccharin, acesulfam K, aspartame, isomalt, sorbitol, sucralose, maltitol, lactitol, xylitol nhưng vẫn phải dùng trong giới hạn cho phép.
Một số loại đường hóa học có tác hại nhất định đến cơ thể con người. Nếu thai phụ thường xuyên ăn nhiều đường hóa học, sẽ gây kích thích niêm mạc đường ruột, suy giảm chức năng tiêu hóa, gây rối loạn tiêu hóa và trở ngại cho sự hấp thụ chất dinh dưỡng, đồng thời có thể gây hại tới chức năng thận.Nên không nên ăn đường hóa học với liều lượng lớn,đặc biệt là đối với trẻ em.
Người tiêu dùng cần sáng suốt trong việc lựa chọn thực phẩm, thức uống hàng ngày, nên sử dụng các loại thực phẩm có nhãn mác, nguồn gốc xuất xứ rõ ràng, hạn chế ăn ở các quán hàng ven đường để đảm bảo sức khỏe.